# Tour du Poitou-Charentes 2016
Die 30. Tour du Poitou-Charentes 2016 war ein französisches Straßenradrennen. Das Etappenrennen fand am 23. und am 27. August 2016 statt. Zudem gehörte das Radrennen zur UCI Europe Tour 2016 und dort in der Kategorie 2.1 eingestuft.

## Teilnehmende Mannschaften
| WorldTeams (6)- AG2R La Mondiale - FDJ - Movistar Team - Sky - Lotto NL-Jumbo - Giant-Alpecin Professional Continental Teams (9)- Direct Énergie - Fortuneo-Vital Concept - Delko-Marseille Provence-KTM - Cofidis, Solutions Crédits - Wilier Triestina-Southeast - Wanty-Groupe Gobert - Topsport Vlaanderen-Baloise - Bardiani CSF - Androni Giocattoli-Sidermec Continental Teams (3)- Roubaix Métropole européenne de Lille - HP BTP-Auber 93 - Armée de terre |
| |

## Etappen
| Etappe    | Datum    | Etappenorte                   | type             | Länge (km) | Etappensieger    | Gesamtführender  |
| --------- | -------- | ----------------------------- | ---------------- | ---------- | ---------------- | ---------------- |
| 1. Etappe | 23. Aug. | Angoulême – Puilboreau        |                  | 189,6      | Nacer Bouhanni   | Nacer Bouhanni   |
| 2. Etappe | 24. Aug. | La Rochelle – Niort           |                  | 179,8      | Tom Van Asbroeck | Tom Van Asbroeck |
| 3. Etappe | 25. Aug. | Thuré – Châtellerault         |                  | 95,2       | Nacer Bouhanni   | Nacer Bouhanni   |
| 4. Etappe | 25. Aug. | Saint-Sauveur – Châtellerault | Einzelzeitfahren | 23         | Sylvain Chavanel | Sylvain Chavanel |
| 5. Etappe | 26. Aug. | Thouars – Poitiers            |                  | 171,3      | Sonny Colbrelli  | Sylvain Chavanel |

## Gesamtwertung
| \| Gesamtwertung \| Gesamtwertung \| Gesamtwertung \| Gesamtwertung \| Gesamtwertung \| \| Fahrer \| Fahrer \| Land \| Team \| Zeit \| \| ------------- \| ---------------- \| ---------------------- \| -------------- \| ---------------- \| \| 1. \| Sylvain Chavanel \| Frankreich \| Direct Énergie \| 15 h 31 min 11 s \| \| 2. \| Wilco Kelderman \| Niederlande \| LottoNL-Jumbo \| + 30 s \| \| 3. \| Nélson Oliveira \| Portugal \| Movistar Team \| + 30 s \| \| 4. \| Primož Roglič \| Slowenien \| LottoNL-Jumbo \| + 33 s \| \| 5. \| Gianni Moscon \| Italien \| Team Sky \| + 51 s \| \| 6. \| Anthony Roux \| Frankreich \| FDJ \| + 55 s \| \| 7. \| Ben Swift \| Vereinigtes Königreich \| Team Sky \| + 56 s \| \| 8. \| Jérémy Roy \| Frankreich \| FDJ \| + 57 s \| \| 9. \| Sep Vanmarcke \| Belgien \| LottoNL-Jumbo \| + 1 min 12 s \| \| 10. \| Sam Oomen \| Niederlande \| Giant-Alpecin \| + 1 min 20 s \| |                  |                        |                |                  |
| |                  |                        |                |                  |
| Quelle: ProCyclingStats |                  |                        |                |                  |
| Gesamtwertung |                  |                        |                |                  |
| Fahrer | Fahrer           | Land                   | Team           | Zeit             |
| 1. | Sylvain Chavanel | Frankreich             | Direct Énergie | 15 h 31 min 11 s |
| 2. | Wilco Kelderman  | Niederlande            | LottoNL-Jumbo  | + 30 s           |
| 3. | Nélson Oliveira  | Portugal               | Movistar Team  | + 30 s           |
| 4. | Primož Roglič    | Slowenien              | LottoNL-Jumbo  | + 33 s           |
| 5. | Gianni Moscon    | Italien                | Team Sky       | + 51 s           |
| 6. | Anthony Roux     | Frankreich             | FDJ            | + 55 s           |
| 7. | Ben Swift        | Vereinigtes Königreich | Team Sky       | + 56 s           |
| 8. | Jérémy Roy       | Frankreich             | FDJ            | + 57 s           |
| 9. | Sep Vanmarcke    | Belgien                | LottoNL-Jumbo  | + 1 min 12 s     |
| 10. | Sam Oomen        | Niederlande            | Giant-Alpecin  | + 1 min 20 s     |

## Wertungstrikots
| Etappe         | Etappensieger    | Gesamtwertung    | Punktewertung    | Bergwertung   | Nachwuchswertung | Teamwertung         |
| -------------- | ---------------- | ---------------- | ---------------- | ------------- | ---------------- | ------------------- |
| 1              | Nacer Bouhanni   | Nacer Bouhanni   | Nacer Bouhanni   | Jimmy Turgis  | Jimmy Turgis     | Wanty-Groupe Gobert |
| 2              | Tom Van Asbroeck | Tom Van Asbroeck | Tom Van Asbroeck | Sander Helven | Jimmy Turgis     | HP-BTP Auber 93     |
| 3              | Nacer Bouhanni   | Nacer Bouhanni   | Nacer Bouhanni   | Sander Helven | Jimmy Turgis     | Wanty-Groupe Gobert |
| 4              | Sylvain Chavanel | Sylvain Chavanel | Nacer Bouhanni   | Sander Helven | Wilco Kelderman  | Team Lotto NL-Jumbo |
| 5              | Sonny Colbrelli  | Sylvain Chavanel | Tom Van Asbroeck | Sander Helven | Wilco Kelderman  | Team Lotto NL-Jumbo |
| Wertungssieger | Wertungssieger   | Sylvain Chavanel | Tom Van Asbroeck | Sander Helven | Wilco Kelderman  | Team Lotto NL-Jumbo |